# Verwaltungsgemeinschaft Neuenmarkt
Die Verwaltungsgemeinschaft Neuenmarkt im oberfränkischen Landkreis Kulmbach wurde im Zuge der Gemeindegebietsreform am 1. Mai 1978 gegründet und zum 1. Januar 1980 bereits wieder aufgelöst.
Der Verwaltungsgemeinschaft hatten die Marktgemeinden Marktschorgast und Wirsberg sowie die Gemeinden Himmelkron und Neuenmarkt angehört.